# Jaera amazona
Jaera amazona är en fjärilsart som beskrevs av Hans Ferdinand Emil Julius Stichel 1929. Jaera amazona ingår i släktet Jaera och familjen juvelvingar. Inga underarter finns listade i Catalogue of Life.